# Musée de la Résistance de Saint-Honoré-les-Bains
 (février 2025).
Motif : aucune source sur le musée. proposer des liens sur les mouvements de Résistance dans la Nièvre n'est pas sourcer le musée...
- Archive Wikiwix
- Bing
- Cairn
- DuckDuckGo
- E. Universalis
- Gallica
- Google
- G. Books
- G. News
- G. Scholar
- Persée
- Qwant
- (zh) Baidu
- (ru) Yandex
- (wd) trouver des œuvres sur Wikidata

| 1. | Préciser le motif de la pose du bandeau. | Précisez le motif de la pose du bandeau en utilisant la syntaxe suivante : {{admissibilité à vérifier\|date=mars 2025\|motif=remplacez ce texte par le motif}}                                                        |
| 2. | Informer les utilisateurs concernés.     | Pensez à avertir le créateur de l'article, par exemple, en insérant le code ci-dessous sur sa page de discussion : {{subst:avertissement admissibilité à vérifier\|Musée de la Résistance de Saint-Honoré-les-Bains}} |

Le musée de la Résistance de Saint-Honoré-les-Bains était un centre de documentation privé, situé à l'hôtel du Guet, au no 1 rue Joseph Duriaux à Saint-Honoré-les-Bains (Nièvre). Il est aujourd'hui définitivement fermé.

## Présentation
Le musée de la Résistance installé dans les locaux de l’hôtel du Guet, à Saint-Honoré-les-Bains, conserve des milliers de documents rares et authentiques datant de la Seconde Guerre mondiale. Norbert Jault est le propriétaire de ce local, secondé par son épouse Luce, née Perraudin, dont le père fut un résistant du Sud Morvan. Norbert Jault a collecté un ensemble d'archives publiées à cette époque sur la Seconde Guerre mondiale.

## Historique

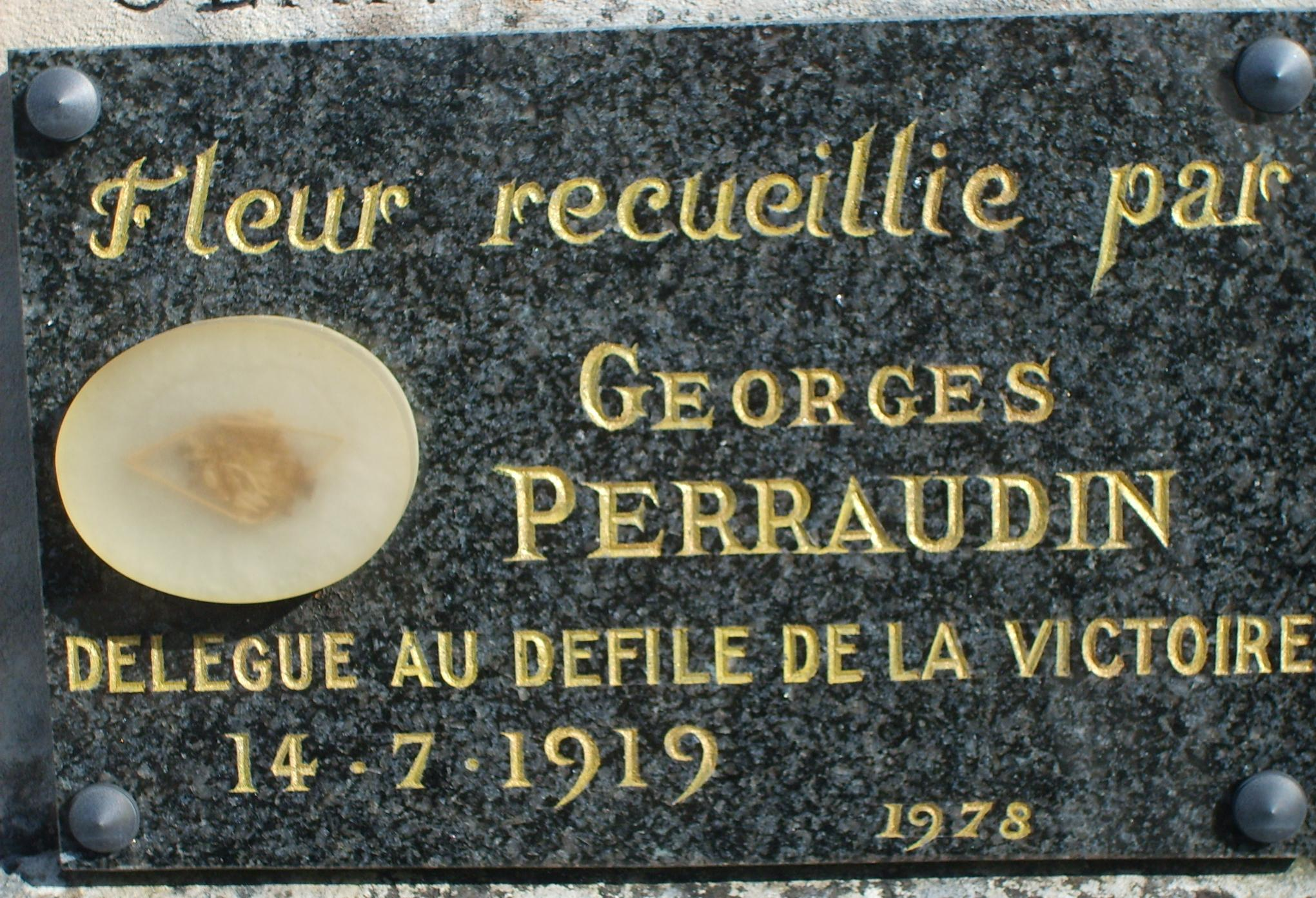
Plaque commémorative sur le Monument aux morts de Saint-Honoré-les-Bains.

Cet hôtel, achevé au début des années 1930, transformé le 2 septembre 1939 en hôpital militaire, occupé par l'armée allemande, quartier général de la résistance nivernaise, centre de lutte contre le Service du travail obligatoire (STO), cadre de cérémonies militaires du maquis Louis, est devenu un lieu d'exposition en hommage à son fondateur et directeur, Georges Perraudin.
Ce dernier, originaire d'une famille de huit enfants, reçu au concours des bourses, se retrouve, en 1915, bachelier et soldat. De retour au pays, cité à deux reprises pour son courage, mais blessé par les gaz de combat, il œuvrera sans compter pour les siens, pour son hôtel, pour ses compatriotes, pour sa profession et, un peu plus tard, comme vice-président de la chambre de commerce et d'industrie de la Nièvre. Des objets témoignent de sa résistance dès le début de l'occupation, et le Grand quartier général allié fera de lui l'un des mille résistants ayant particulièrement aidé lors du débarquement allier et des combats qui l'ont suivi.
Voici ce qu'écrit, au sujet de ce lieu, Marie Lize Gall : « C'est avec une grande émotion que j'ai découvert ce chemin de mémoire du musée de la Résistance, commencé à l'âge de 13 ans par Norbert Jault, poursuivi avec son épouse Luce, fille de ce grand résistant que fut Georges Perraudin. Des documents rares, précieux et nécessaires pour l'éducation des générations successives. Un musée qui mériterait d'être signalé dans les guides touristiques de la région et bien au-delà. Émotion aussi de découvrir le tableau de mon père, l'artiste François Gall (peintre), réalisé en 1945 : Les Otages et qui fut offert au musée par M. et Mme Bignolas. Il fait partie d'une série de croquis, fusains, huiles sur panneaux et toiles sur ce thème de la guerre 1939-1945 »[réf. nécessaire].
Georges Perraudin a sauvé deux fois Saint-Honoré-les-Bains de représailles allemandes. Pour le remercier de son courage et de son dévouement, ses contemporains ont inséré dans le Monument aux morts 1914-1918 et 1939-1945 de la municipalité un sachet de fleurs séchées qu'il avait recueillies à Paris, lors du défilé de la Victoire du 14 juillet 1919.

## Collections
Cet endroit conserve un fonds de documents d'archives :
- revues (L'Illustration, Signal, Die Wehrmacht (en), Paris Match…), journaux, livres, tracts, affiches, photographies, cartes, armes, tableaux, témoignages, monnaies et tickets de rationnement, timbres et autres objets divers (parachutes, uniformes) dont certains recueillis pendant l'occupation par son fondateur ;
- les archives du maquis Louis furent données par les familles Mackensie, Berthin et la famille de Paul Sarrette qui en était le chef. Il avait donné ce nom au maquis, en hommage à son père qui se prénommait Louis. En 2012 le buste de Claude Dellys, aviateur et résistant, réalisé en terre cuite par Alain Valtat à l'occasion du centenaire de sa naissance, ont un tirage en plâtre patiné bronze antique, fut offert au Musée de la Résistance de Saint-Honoré-les-Bains, par l'artiste[1].

Vues de la salle de documentation
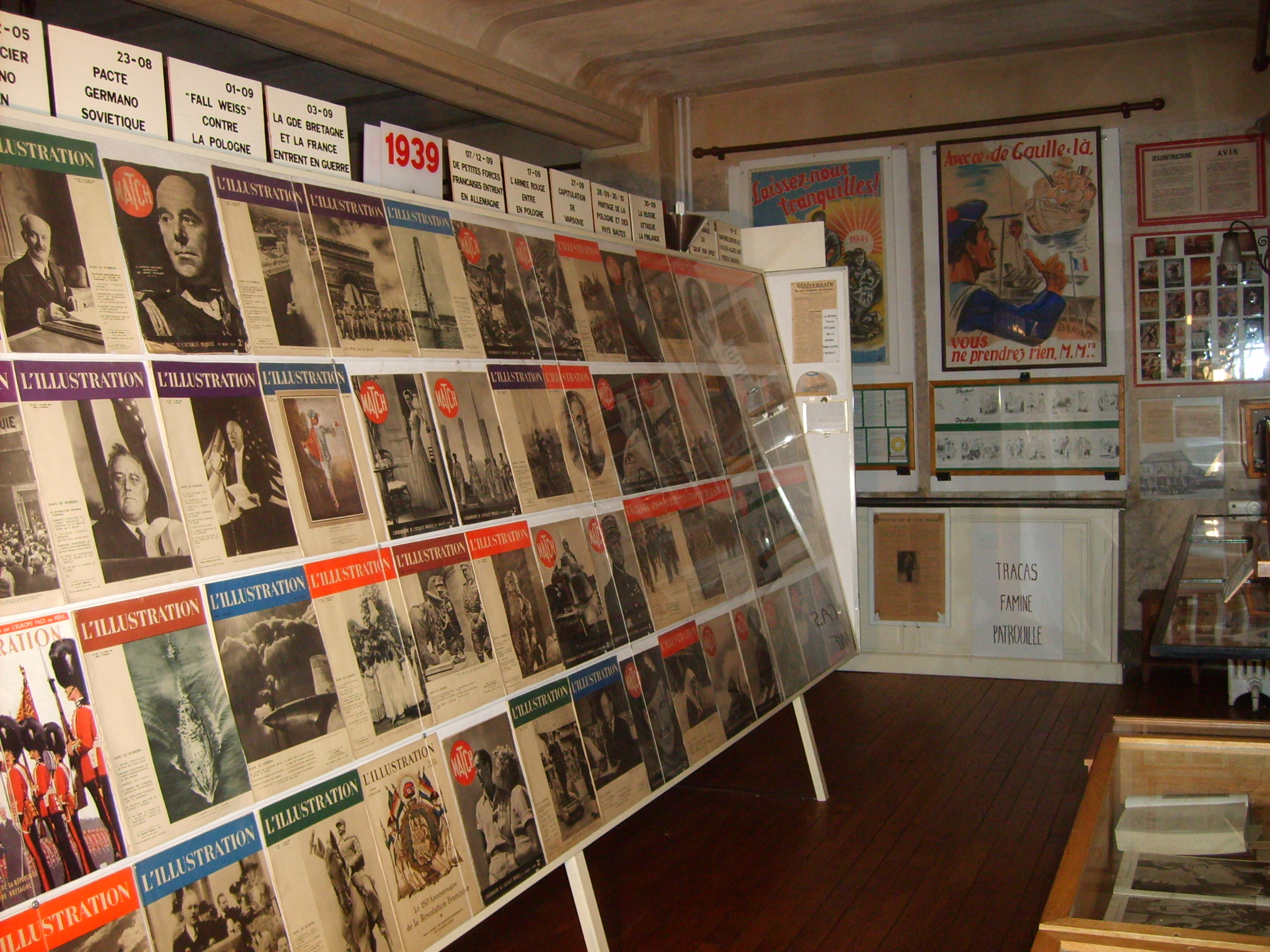
Collection de revues L'Illustration.
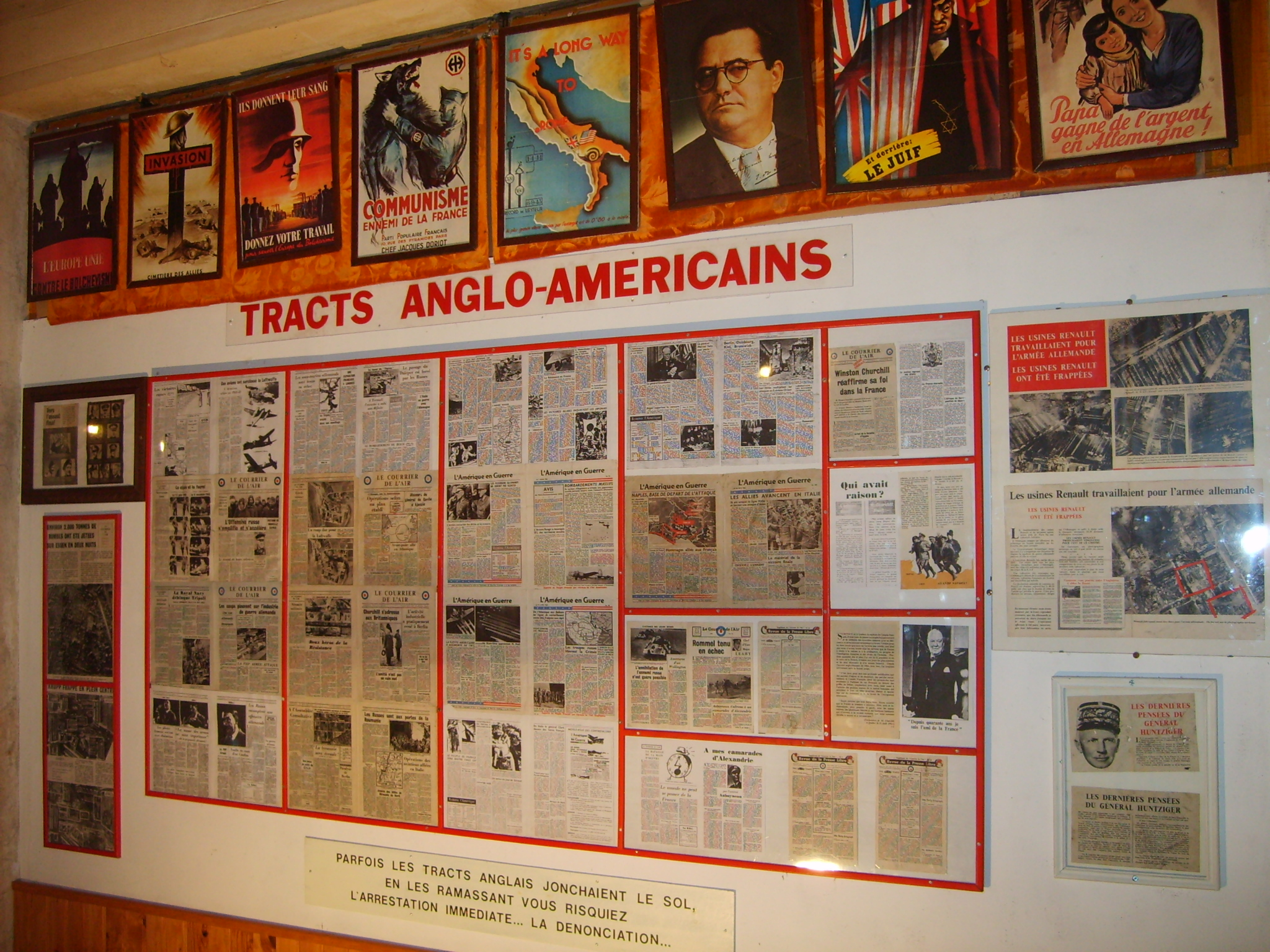
Affiches collaborationnistes et tracts anglo-américains.
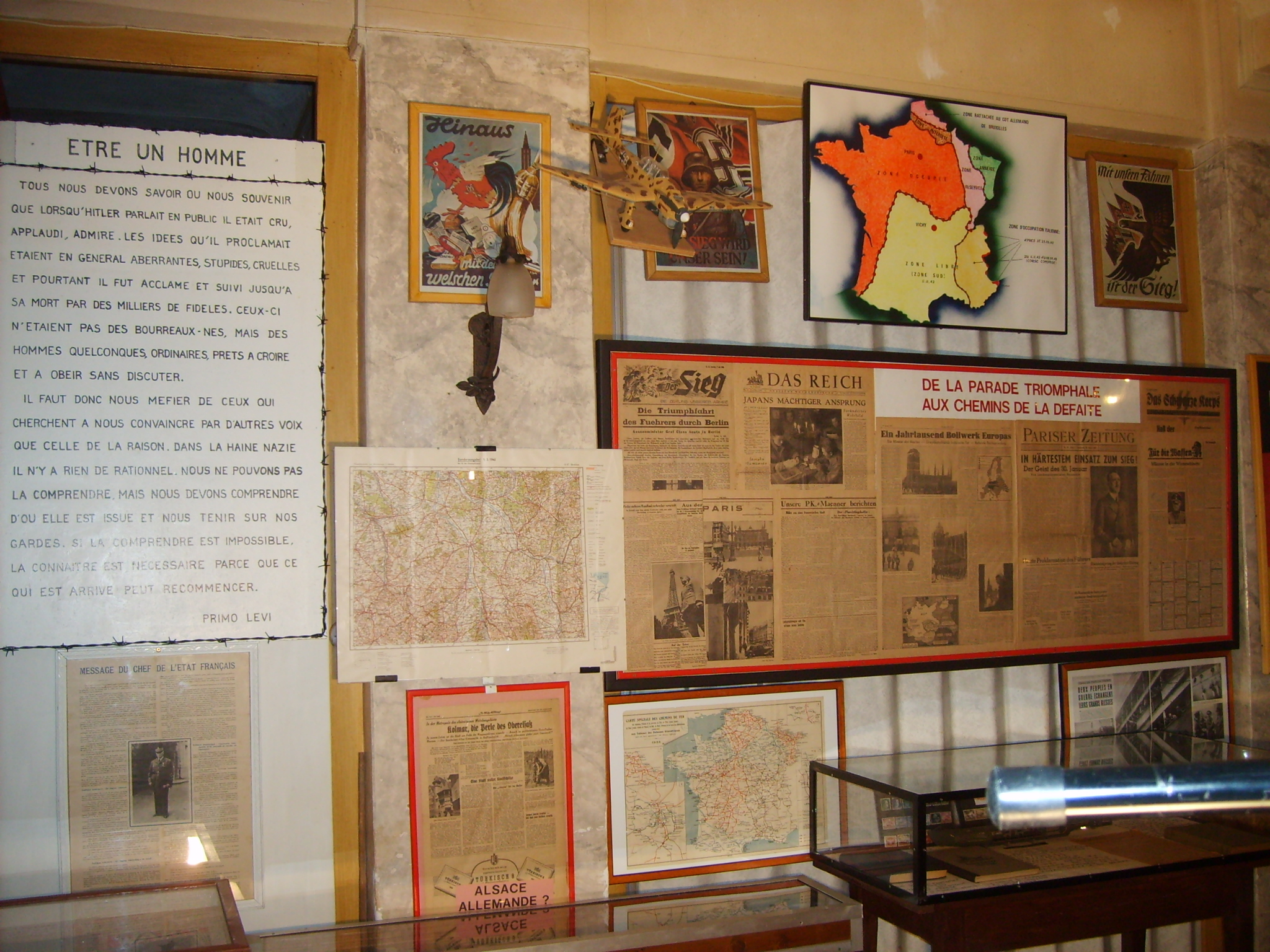
Cartes et unes de presse allemande.
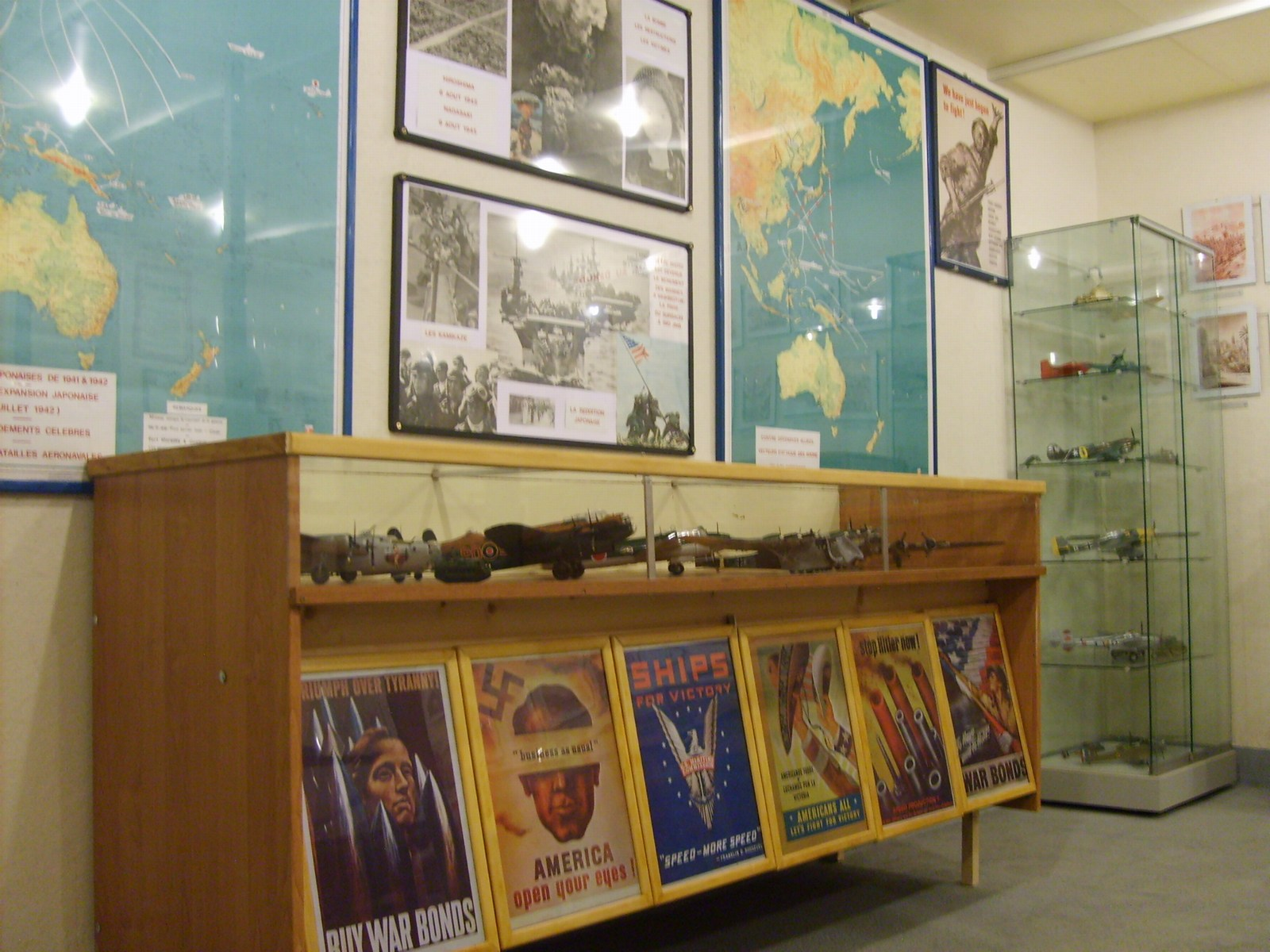
Modèles réduites d'avions alliés et affiches propagandistes alliées.
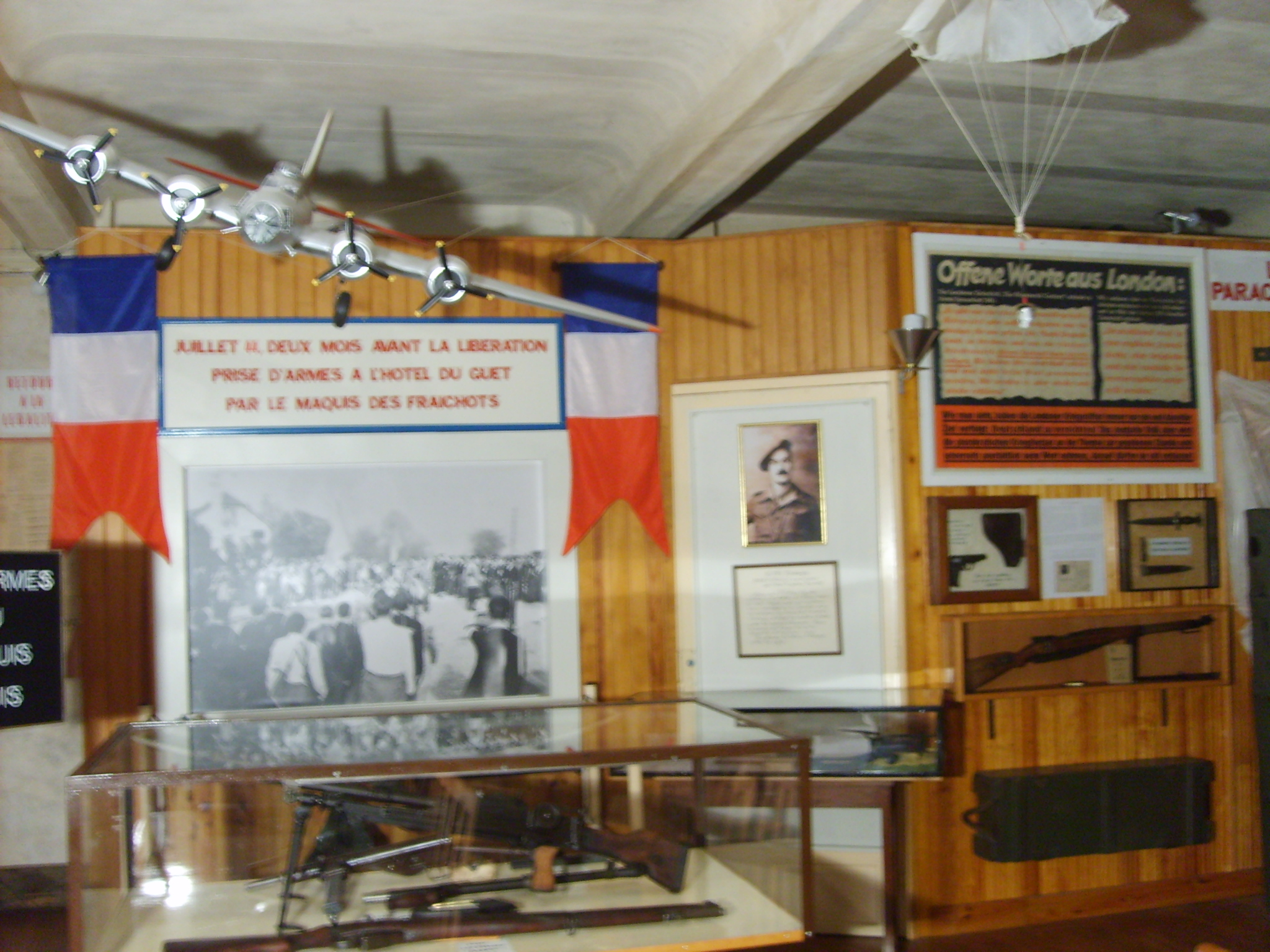
Documents et armement maquisards.
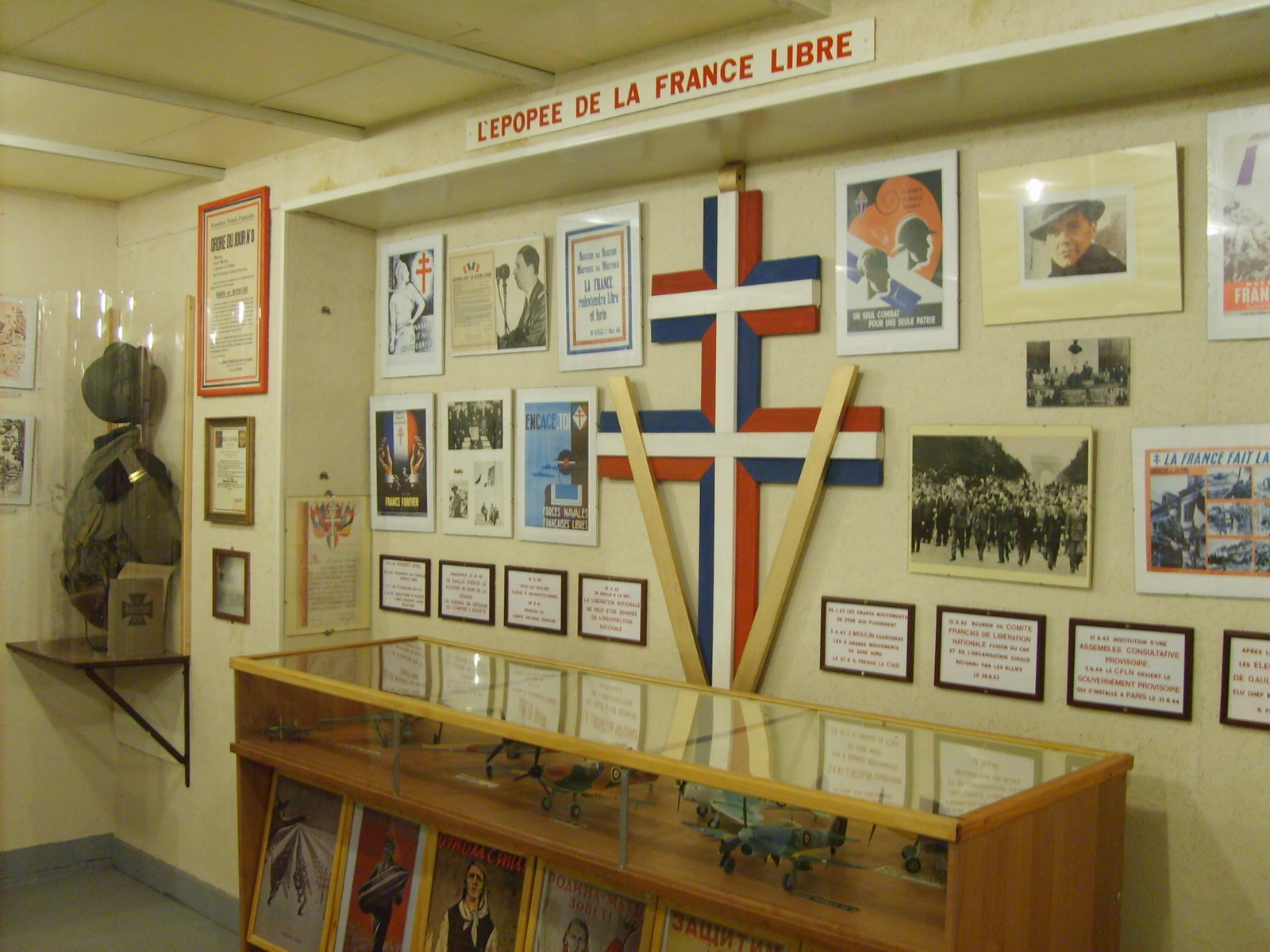
Documents sur la Résistance française.